# Fort Nelson Airport

i7
i11
i13
Fort Nelson Airport ist ein Regionalflughafen, etwa sieben Kilometer nordnordöstlich von Fort Nelson in der kanadischen Provinz British Columbia entfernt. Er liegt in der Zeitzone UTC-8 (DST-7) und ist luftfahrttechnisch der Knotenpunkt für die abgelegene Region.

## Am Flughafen
Verfügbare Treibstoffsorten:
Jet A-1+, Jet A-1, Jet B, 100/130 oktan, verbleit, MIL-L-5572F (GRÜN), 100/130 MIL Spez., gering verbleit, Flugbenzin (BLAU)

Flughafenlayout

## Start- und Landebahnen
Beim Anflug auf den Flughafen stehen folgende Navigations- und Landehilfen zur Verfügung: NDB, VOR/DME, ILS, VOT
- Landebahn 03/21, 1951 × 61 m (6402 × 200 feet), Asphalt, ILS.[2]
- Landebahn 08/26, 1246 × 23 m (4087 × 77 feet), Asphalt, kein ILS.

## Flugverbindungen
Täglich finden von Fort Nelson aus einige Kurzstreckenflüge im Linienverkehr statt. Regelmäßig angeflogen wird dieser Flughafen von der Central Mountain Air, ihre Flugziele sind Dawson Creek, Fort St. John, Vancouver und Edmonton sowie der Flair Airlines, mit Verbindungen nach Comox, Kelowna, Vancouver und Victoria.